# Liste des ministres français de la Police
Cette article fournit la liste des ministres français de la Police, ministère qui a existé principalement du Directoire à la Restauration : de début 1796 à fin 1818.
Il est brièvement recréé en 1852 et disparaît définitivement l’année suivante.

## Liste des ministres de la Police
- 4 janvier -  4 avril 1796 (3 mois) : Philippe-Antoine Merlin de Douai, dit Merlin de Douai
- 4 avril 1796 - 15 juillet 1797 (1 an, 3 mois et 11 jours) : Charles Cochon de Lapparent
- 15 juillet - 25 juillet 1797 (10 jours) : Jean-Jacques Lenoir-Laroche
- 25 juillet 1797 - 13 février 1798 (6 mois et 19 jours) : Pierre Jean-Marie Sotin de La Coindière
- 13 février - 16 mai 1798 (3 mois et 3 jours) : Nicolas Dondeau
- 16 mai - 29 octobre 1798 (5 mois et 13 jours) : Marie Jean François Philibert Le Carlier d'Ardon
- 29 octobre 1798 - 23 juin 1799 (7 mois et 25 jours) : Jean-Pierre Duval
- 23 juin - 20 juillet 1799 (27 jours) : Claude Sébastien Bourguignon
- 20 juillet 1799 - 13 septembre 1802 (3 ans, 1 mois et 24 jours) : Joseph Fouché, duc d'Otrante
- 13 septembre 1802 - 10 juillet 1804 (1 an, 9 mois et 27 jours) : Claude Ambroise Régnier
- 10 juillet 1804 -  3 juin 1810 (5 ans, 10 mois et 24 jours) : Joseph Fouché
- 3 juin 1810 -  1er avril 1814 (3 ans, 9 mois et 29 jours) : Anne Jean Marie René Savary, duc de Rovigo
- 3 avril - 13 mai 1814 (1 mois et 10 jours) : Jules Anglès
- 20 mars - 22 juin 1815 (3 mois et 2 jours) : Joseph Fouché
- 22 juin -  7 juillet 1815 (15 jours) : Jean Pelet, dit Pelet de la Lozère, comte
- 7 juillet - 26 septembre 1815 (2 mois et 19 jours) : Joseph Fouché
- 26 septembre 1815 - 29 décembre 1818 (3 ans, 3 mois et 3 jours) : Élie Decazes
- 22 janvier 1852 - 21 juin 1853 (1 an, 4 mois et 30 jours) : Charlemagne de Maupas